# Glin (comté de Limerick)
Pour l’article homonyme, voir Glin.
Glin est un village du Comté de Limerick en Irlande.
Il est situé sur la rive sud de l'estuaire du fleuve Shannon.
La population est de 566 habitants en 2006.

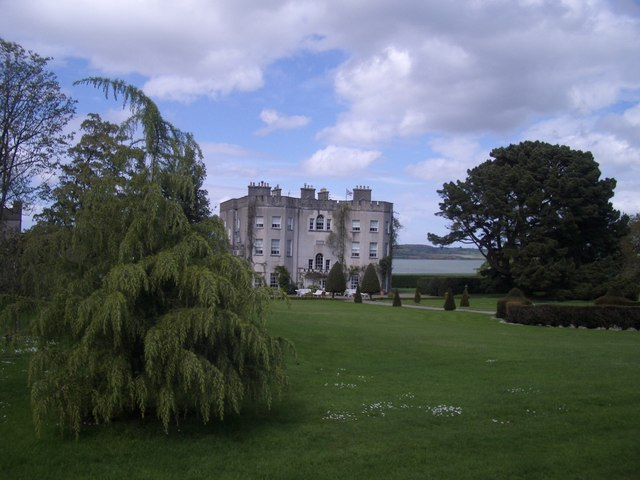
Château de Glin